# Aaron Smith (rugby à XIII)

a Compétitions nationales et continentales officielles uniquement.

Aaron Smith, né le 12 octobre 1996 à Newton-le-Willows (Angleterre), est un joueur de rugby à XIII anglais évoluant au poste de talonneur ou de pilier dans les années 2010. Il fait ses débuts professionnels en Super League aux St Helens en 2018. Il fait l'objet de nombreux prêts en 2018 et 2019 à York City, Hull KR, Featherstone et Leigh. Il dispute et remporte la finale de la Super League avec St Helens en 2019.

## Palmarès
- Collectif :
  - Vainqueur de la Super League : 2019 et 2021 (St Helens).
  - Finaliste de la Challenge Cup : 2019[1] (St Helens).

## Référence
1. ↑  Ne dispute pas la finale.